# Hermann Teuchert
Pour les articles homonymes, voir Teuchert.
Hermann August Teuchert, né le 13 mars 1880 à Loppow, décédé le 13 janvier 1972 à Heidelberg, est un germaniste et dialectologue allemand. Son ouvrage principal est le Mecklenburgisches Wörterbuch mais, dans le cadre de sa collaboration au Dictionnaire de Grimm, il a attaché également beaucoup d’importance aux références sociologiques, dialectologiques et culturelles. 